# Butjadingen (település)
Butjadingen község Németországban, Alsó-Szászországban, Wesermarsch kerületben. Lakosainak száma 6041 fő (2023. december 31.).

## Fekvése
Az Északi-tenger partján, a Weser torkolatánál, az azonos nevű félszigeten található. 

## Települések
A községet (németül Gemeinde) néhány falu, tanyaközpont és számos tanya alkotja. A nagyobb falvak a következők:
- Burhave
- Eckwarden
- Großfedderwarden
- Ruhwarden
- Sillens
- Stollhamm
- Tossens
- Waddens

## Népesség
A község népességének változása:
| Lakosok száma | 6580 | 6187 | 6180 | 6102 | 6125 | 6024 | 6067 | 6121 | 6041 |
|               | 2003 | 2012 | 2015 | 2016 | 2017 | 2019 | 2021 | 2022 | 2023 |